# تک‌شاخ‌ماهی سفید
تک شاخ ماهی سفید (نام علمی: Naso annulatus) نام یک گونه از سرده تک‌شاخ‌ماهی‌ها است.